# Papuascincus buergersi
Papuascincus buergersi är en ödleart som beskrevs av  Vogt 1932. Papuascincus buergersi ingår i släktet Papuascincus och familjen skinkar. Inga underarter finns listade i Catalogue of Life.